# Słupia (powiat skierniewicki)
Słupia – wieś w Polsce położona w województwie łódzkim, w powiecie skierniewickim, w gminie Słupia.
Wieś arcybiskupstwa gnieźnieńskiego w ziemi rawskiej województwa rawskiego w 1792 roku. W latach 1975–1998 miejscowość położona była w województwie skierniewickim.

## Części wsi
| SIMC    | Nazwa      | Rodzaj    |
| ------- | ---------- | --------- |
| 0738013 | Bliski Gaj | część wsi |
| 0738020 | Borki      | część wsi |
| 0738042 | Zimna Woda | część wsi |

## Zabytki
Według rejestru zabytków Narodowego Instytutu Dziedzictwa na listę zabytków wpisane są obiekty:
- kościół Przemienienia Pańskiego i św. Mikołaja, XVIII w., nr rej.: 532-XIII-17 z 29.04.1950 oraz 285 z 29.12.1967
- dzwonnica, nr rej.: 911 z 29.12.1967
- cmentarz rzymskokatolicki, przy kościele, nr rej.: 961 A z 2.03.1994